# Smradi
Smradi je český film režiséra Zdeňka Tyce z roku 2002 o manželech Šírových (Ivan Trojan a Petra Špalková), kteří vychovávají vlastní dítě spolu se dvěma adoptovanými romskými chlapci. Nepřátelské prostředí velkoměsta vymění za venkov, zde ale narážejí na nepochopení místních obyvatel.
Autorka scénáře Tereza Boučková se inspirovala vlastními zážitky s výchovou adoptovaných romských dětí, které ztvárnila také v románu Rok kohouta (Odeon, 2008).
Film měl televizní premiéru 11. dubna 2004 ve 20.00 na ČT1.

## Obsazení
| Ivan Trojan        | Marek Šír, otec           |
| Petra Špalková     | Monika Šírová, matka      |
| Jan Cina           | Lukáš, nejstarší syn      |
| Lukáš Rejsek       | František, prostřední syn |
| Tomáš Klouda       | Matěj, nejmladší syn      |
| Zdeněk Dušek       | Barták                    |
| Jaroslava Pokorná  | Bartáková                 |
| Oldřich Kohout     | Pepa                      |
| Magdaléna Sidonová | ředitelka školy           |
| Renáta Kubišová    | Roubalová                 |
| Štěpán Chaloupka   | Doubek                    |
| Věra Kubánková     | Vránová                   |
| Naďa Vicenová      | učitelka                  |
| Ivana Stejskalová  | družinářka                |
| Tomáš Pavelka      | policista                 |

## Ocenění
- divácká cena na MFF v Karlových Varech, 2002
- cena ra režii na filmovém festivalu v Istanbulu, 2002
- Český lev pro Ivana Trojana za nejlepší hlavní mužský herecký výkon, 2002

## Recenze
- Tomáš Baldýnský, Premiere 9/2002  Smradi | PREMIERE